# جون فليتشير (سياسي إنجليزي)
جون فليتشير (بالإنجليزية: John Fletcher)‏ هو سياسي بريطاني، ولد في 1401.

## مناصب
- انتخب Member of the 1542-44 Parliament ‏ عن دائرة Rye ‏.
- انتخب Member of the 1536 Parliament ‏ عن دائرة Rye ‏.
- انتخب Member of the 1529-36 Parliament ‏ عن دائرة Rye ‏.
- انتخب عضو مجلس النواب في البرلمان البريطاني.